# تاریخ بیداری ایرانیان
تاریخ بیداری ایرانیان کتابی در مورد تاریخ نهضت مشروطیت ایران است که توسط ناظم‌الاسلام کرمانی نوشته شده‌است. بیشتر کتاب شامل خاطرات روزانه ناظم‌الاسلام از ذیحجه ۱۳۲۲ (قمری) تا رجب ۱۳۲۷ (قمری) است.
او در این کتاب نقطه شروع ترقی ایرانیان را دوران صدارت امیرکبیر دانسته و ناصرالدین شاه و مظفرالدین شاه را پادشاهانی دمدمی مزاج و ساده‌لوح معرفی کرده‌است. 
نثر کتاب ساده و روان است.
این کتاب به وسیلهٔ علی‌اکبر سعیدی سیرجانی، دانشمند مقتول ایرانی، تصحیح شده‌است.
ادوارد براون مؤلف تاریخ ادبیات ایران، کتاب را از نظر سبک و جمله بندی و استناد بر تاریخ‌های عمومی افرادی چون رضاقلی خان هدایت و محمدتقی خان سپهر برتر دانسته است.